# Pustiana, Bacău
Pustiana (în maghiară Pusztina) este un sat în comuna Pârjol din județul Bacău, Moldova, România.
Din punct de vedere etnic și cultural, satul este format din ceangăi secui.

## Istorie

Biserica romano-catolică „Sfântul Ștefan Rege”

Pustiana a fost fondată în anul 1764, în momentul în care secuii supraviețuitori ai masacrului de la Siculeni au trecut Munții Carpați. De asemenea, au mai sosit migranți secui și în perioada foametei din Transilvania din anul 1816. Este una din cele mai noi comunități din Moldova.
În ceea ce privește amplasarea geografică a unor sate precum Pustiana, Luizi-Călugăra, Frumoasa, Pârgărești, Arini, Vladnic, Lespezi și altele, noii coloniști proveniți din urma masacrului de la Siculeni au trebuit să se limiteze la văile înguste ale râurilor și la zonele denivelate, deoarece terenurile mai accesibile erau deja ocupate, atât de românii ortodocși cât și de ceangăii vechi.
Documentele scrise referitoare la locuitorii catolici de pe Valea Tazlăului datează de la sfârșitul secolului al XVIlI-lea. Pustiana a fost amintită prima dată de preotul catolic Péter Zöld, fugit în Moldova, într-o scrisoare a sa din 1781 adresată episcopului transilvănean Ignațiu Batthyány, deși a atribuit denumirea localității vecine, Câmpeni.
Pe harta militară anuală austriacă Squéllete nr. 65 din 1792 Pustiana figurează deja sub denumirea proprie (Pustiian), ca un sat prestigios din zonă, cu 62 de case, 24 de capi de familie și 40 de persoane apte pentru serviciul militar. Localitățile sunt numerotate, Pustiana având numărul 531.
În Diplomatarium Italicum, prezența locuitorilor au fost menționată și la 11 ianuarie 1781. De asemenea, localitatea a fost menționată pe harta din 1787-1791 a Comandamentului armatei austriece din Moldova.
Biserica, construită inițial din lemn, în anul 1780, avea hramul Sfântului Ștefan I al Ungariei, acesta fiind reprezentat în pictura altarului. Ulterior s-a construit o altă biserică, în anul 1830, care a fost refăcută în anul 1849 în urma distrugerii ei într-un incendiu din anul 1848. Această biserică a rezistat până în anul 1957, când s-a dat în folosință actuala biserică a cărei construcție a început în anul 1937, lucrările stagnând ulterior din cauza războiului.
Parohia a fost fondată în anul 1830, având 23 de filiale cu 3400 de credincioși. Printre alții, paroh a fost și Ince János Petrás până în anul 1843.
Potrivit Schematismului Misiunii din 1851, în parohia Pustiana se folosea oficial limba maghiară.
La sfârșitul secolului al XIX-lea populația era majoritar maghiară, cu o minoritate săsească.
În perioada interbelică, parohul din Pustiana trebuia să celebreze slujbe și să oficieze înmormântări și botezuri în șaptesprezece sate. În satele mai mari, preotul ținea slujbe în fiecare a patra sau a cincea duminică, în timp ce satele mai mici erau vizitate numai de Crăciun, de Paști și de ziua sfântului protector al bisericii.
Biserica este singura care mai păstrează hramul Sfântul Ștefan al Ungariei, sărbătorit la data de 20 august. În trecut, hramul mai era purtat de bisericile din satele Tețcani (din județul Neamț), Arini și Pârgărești (din județul Bacău).